# Parafia św. Mikołaja i św. Jadwigi w Dębnicy
Parafia Świętego Mikołaja i Świętej Jadwigi w Dębnicy jest jedną z 11 parafii leżącą w granicach dekanatu kłeckiego. Erygowana w XIV wieku.

## Dokumenty
Księgi metrykalne: 
- ochrzczonych od 1945 roku
- małżeństw od 1945 roku
- zmarłych od 1945 roku